# (36664) 2000 QN211
2000 QN211 (asteroide 36664) é um asteroide da cintura principal. Possui uma excentricidade de 0.12227300 e uma inclinação de 4.78684º.
Este asteroide foi descoberto no dia 31 de agosto de 2000 por LINEAR em Socorro.